# مانغا شوجو

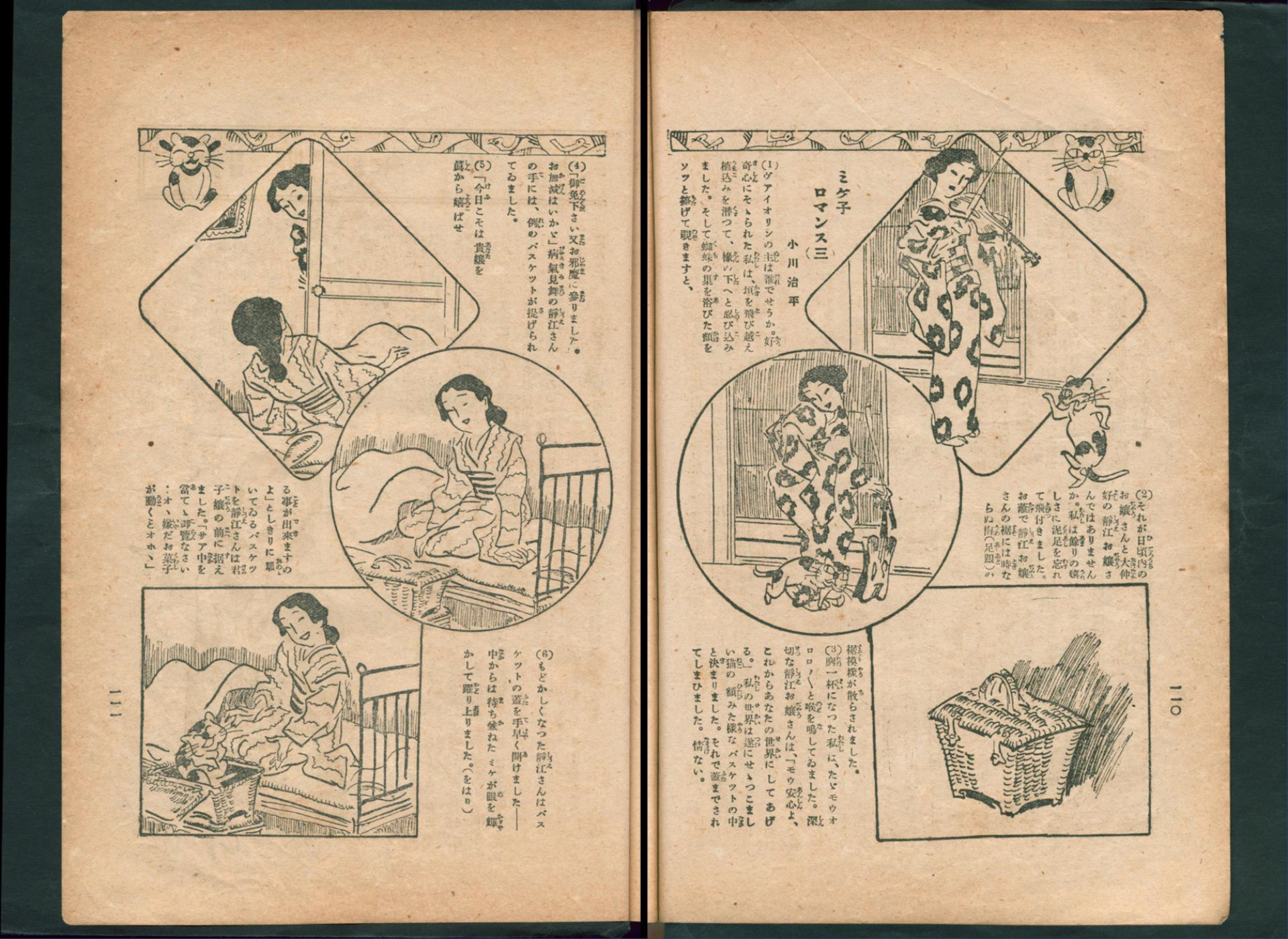
مانغا شو جو

شوجو (بالروماجي: shōjo) كلمة {يابانية}
وتكتب ( 少女 ) وهي تعني حرفيا (فتاة شابة) وهو نوع من مانغا والأنمي التي يستهدف تسويقها تقريبا إلى الإناث. بشكل عام الشوجو تغطي العديد من المواضيع في مجموعة متنوعة من أساليب السرد بدايةً بقصص الدراما التاريخية إلى قصص الخيال العلمي بمعنى أدق؛ لا تشتمل على نمط أو نوع في حد ذاتها لكن ما يميزها هو تركيزها القوي على العلاقات الإنسانية والرومانسية والمشاعر. ويكون أبطالها من الفتيات على عكس مانغا شونين.

## أمثلة على مانجا الشوجو
- سايلور موون
- انمي الحلويات
- كاردكابتور ساكورا
- نادي مضيفي ثانوية أوران
- سلة الفاكهة
- ميد ساما
- فارس فامباير
- فوشيغي يوغي
- روميو وجولييت
- الأميرة آي
- القبله المؤذيه
- بريتي كيور
- سكيب بيت
- طوكيو ميو ميو
- لوفلي كومبلكس
- نبضات الملاك
- بياض الثلج ذات الشعر الأحمر
- الفتاه الذئب و الأمير الأسود
- فجر يونا
- رئيسه مجلس الطلبه النادله